# Herb Góry Kalwarii
Herb Góry Kalwarii – jeden z symboli miasta Góra Kalwaria i gminy Góra Kalwaria w postaci herbu ustanowiony przez radę miejską 28 października 2015.

## Wygląd i symbolika
Herb  przedstawia w polu błękitnym złoty krzyż równoramienny. Na przecięciu linii krzyża znajduje się złote serce przebite czterema ułożonymi w gwiazdę, żelaznymi gwoździami ćwiekowymi. U stóp krzyża pagórek srebrny. Ponad wzniesieniem, u podnóża krzyża, znajduje się złote, promieniste słońce, ponad krzyżem półksiężyc złoty.
Herb Góry Kalwarii nawiązuje do zdarzenia, jakie według legendy miało miejsce 26 grudnia 1668 roku nad wioską Góra, na miejscu której powstało później miasto Góra Kalwaria. Według legendy, tego dnia na niebie nad wioską miało miejsce niezwykłe zdarzenie: słońce stanęło u stóp stojącego na wzniesieniu krzyża, Księżyc natomiast początkowo znajdował się na przecięciu ramion krzyża i przybrał tamże formę serca, następnie zaś przesunął się ponad krzyż. Mimo że zdarzenie miało miejsce rankiem, ciała niebieskie uczestniczące w nim znajdowały się po zachodniej stronie nieba. Na podstawie Apokalipsy św. Jana uznano to za znak, iż miejsce to zostało wybrane przez samego Boga, a wieś zaczęto nazywać Nową Jerozolimą.

## Historia

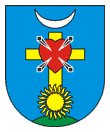
Dawny herb

Herb zaprojektował biskup Stefan Wierzbowski, ówczesny właściciel Góry, a miastu nadał go w 1670 król Michał Korybut Wiśniowiecki.